# 유럽 야구 선수권 대회
유럽 야구 선수권 대회는 유럽 야구 연맹 소속 국가 간의 야구 대회이다. 2년마다 개최되며 1954년에 열린 첫 대회의 우승국은 이탈리아였다. 12개 국가가 참가하며 10개국은 전 대회 성적에 의해 본선 시드를 받고 예선에 우승한 2팀은 본선에 진출한다.
2014년 대회부터는 실력에 따른 A, B, C 그룹으로 구분해서 승강제로 운영된다. B그룹 상위 2개팀이 A그룹으로 올라가고 A그룹 하위 2개팀이 다음 대회 B그룹으로 떨어진다. B, C그룹이 예선을 겸하며 A그룹 12개팀이 유럽 야구 선수권 대회 본선경기를 진행한다.
2018년부터는 Super 6이라고 하여 유럽랭킹 6위안의 국가들끼리 모여 대회를 치르는 프리미어 12의 형식으로 진행되는 대회로 인해 2019년에 열린다.
2021년 대회는 본선 진출 팀을 16개 팀으로 확장했으며 이전 대회 본선 진출한 12개국은 자동 출전하고 나머지 4개국이 예선을 통해서 합류하게 되었다. 세계적인 코로나19 범유행으로 인해 B그룹과 C그룹 대회를 별도로 치르지 않고 통합해서 4개조로 나누어 예선을 치렀으며 각 조 1위 팀이 본선에 오른다.

## 그룹
2023년 종료 기준.
| A 그룹 | B 그룹 |
| --- | --- |
| - 그리스 - 네덜란드 - 독일 - 벨기에 - 스웨덴 - 스위스 - 스페인 - 영국 - 이스라엘 - 이탈리아 - 오스트리아 - 우크라이나 - 체코 - 크로아티아 - 프랑스 - 헝가리 | - 노르웨이 - 루마니아 - 리투아니아 - 불가리아 - 세르비아 - 슬로바키아 - 슬로베니아 - 아일랜드 - 튀르키예 - 폴란드 - 핀란드 - 러시아 * - 벨라루스 * |

(*) 출전 정지 상태

## 대회 결과
| 연도      | 결승전 개최국 | 우승     | 준우승   | 3위      | 4위      |
| 1954      | 벨기에        | 이탈리아 | 스페인   | 벨기에   | 서독     |
| 1955      | 스페인        | 스페인   | 벨기에   | 서독     | 이탈리아 |
| 1956      | 이탈리아      | 네덜란드 | 벨기에   | 이탈리아 | 스페인   |
| 1957      | 서독          | 네덜란드 | 서독     | 이탈리아 | 스페인   |
| 1958      | 네덜란드      | 네덜란드 | 이탈리아 | 서독     | 벨기에   |
| 1960      | 스페인        | 네덜란드 | 이탈리아 | 스페인   | 스웨덴   |
| 1962      | 네덜란드      | 네덜란드 | 이탈리아 | 스페인   | 벨기에   |
| 1964      | 이탈리아      | 네덜란드 | 이탈리아 | 스페인   | 스웨덴   |
| 1965      | 스페인        | 네덜란드 | 이탈리아 | 서독     | 스페인   |
| 1967      | 벨기에        | 벨기에   | 영국     | 서독     | 스페인   |
| 1969      | 서독          | 네덜란드 | 이탈리아 | 스페인   | 서독     |
| 1971      | 이탈리아      | 네덜란드 | 이탈리아 | 서독     | 벨기에   |
| 1973      | 네덜란드      | 네덜란드 | 이탈리아 | 스페인   | 벨기에   |
| 1975      | 스페인        | 이탈리아 | 네덜란드 | 서독     | 스페인   |
| 1977      | 네덜란드      | 이탈리아 | 네덜란드 | 벨기에   | 스페인   |
| 1979      | 이탈리아      | 이탈리아 | 네덜란드 | 벨기에   | 스웨덴   |
| 1981      | 네덜란드      | 네덜란드 | 이탈리아 | 스웨덴   | 벨기에   |
| 1983      | 이탈리아      | 이탈리아 | 네덜란드 | 벨기에   | 스페인   |
| 1985      | 네덜란드      | 네덜란드 | 이탈리아 | 벨기에   | 스웨덴   |
| 1987      | 스페인        | 네덜란드 | 이탈리아 | 스페인   | 벨기에   |
| 1989      | 프랑스        | 이탈리아 | 네덜란드 | 스페인   | 스웨덴   |
| 1991      | 이탈리아      | 이탈리아 | 네덜란드 | 스페인   | 프랑스   |
| 1993      | 스웨덴        | 네덜란드 | 이탈리아 | 스웨덴   | 프랑스   |
| 1995      | 네덜란드      | 네덜란드 | 이탈리아 | 벨기에   | 스페인   |
| 1997      | 프랑스        | 이탈리아 | 네덜란드 | 스페인   | 러시아   |
| 1999      | 이탈리아      | 네덜란드 | 이탈리아 | 프랑스   | 러시아   |
| 2001      | 독일          | 네덜란드 | 러시아   | 이탈리아 | 프랑스   |
| 2003      | 네덜란드      | 네덜란드 | 그리스   | 스페인   | 스웨덴   |
| 2005      | 체코          | 네덜란드 | 이탈리아 | 스페인   | 독일     |
| 2007      | 스페인        | 네덜란드 | 영국     | 스페인   | 독일     |
| 2010      | 독일          | 이탈리아 | 네덜란드 | 독일     | 그리스   |
| 2012      | 네덜란드      | 이탈리아 | 네덜란드 | 스페인   | 독일     |
| 2014 상세 | 체코 독일     | 네덜란드 | 이탈리아 | 스페인   | 체코     |
| 2016 상세 | 네덜란드      | 네덜란드 | 스페인   | 이탈리아 | 독일     |
| 2019 상세 | 독일          | 네덜란드 | 이탈리아 | 스페인   | 이스라엘 |
| 2021 상세 | 이탈리아      | 네덜란드 | 이스라엘 | 이탈리아 | 스페인   |
| 2023 상세 | 체코          | 스페인   | 영국     | 네덜란드 | 독일     |

## 메달 집계
| 순위 | 나라     | 금 | 은 | 동 | 합계 |
| 1    | 네덜란드 | 24 | 9  | 1  | 34   |
| 2    | 이탈리아 | 10 | 17 | 5  | 32   |
| 3    | 스페인   | 2  | 2  | 15 | 19   |
| 4    | 벨기에   | 1  | 2  | 6  | 9    |
| 5    | 영국     | 0  | 3  | 0  | 3    |
| 6    | 독일     | 0  | 1  | 7  | 8    |
| 7    | 그리스   | 0  | 1  | 0  | 1    |
| 7    | 러시아   | 0  | 1  | 0  | 1    |
| 7    | 이스라엘 | 0  | 1  | 0  | 1    |
| 9    | 스웨덴   | 0  | 0  | 2  | 2    |
| 10   | 프랑스   | 0  | 0  | 1  | 1    |

## 같이 보기
- 유럽 야구 선수권 대회
- U23 유럽 야구 선수권 대회
- 유러피안 챔피언 컵 파이널 4